# Les voyages de Corentin
Les voyages de Corentin is een Frans-Belgische animatieserie uit 1993 gebaseerd op de Belgische stripreeks Corentin.
In 1995 bewerkte Nadine Forster 4 afleveringen uit deze animatieserie in 4 stripalbums.

## Verhaal
De serie draait rond een jonge zeeman genaamd Corentin op het schip Destinée. Het speelt zich ongeveer af in de 18de eeuw. Corentin zoekt naar zijn vader die ooit op zee verdween. Hij krijgt hulp van zijn vrienden Marie en Kim en zijn dieren Belzebuth, een gorilla en Moloch, een tijger. Zijn neef Loïc wil dat echter verhinderen.

## Stemverdeling

### Franstalige stemmen
Hieronder volgen de originele Franstalige stemmen.
- Adrien Antoine als Corentin[2]
- Hervé Rey als Kim
- Raoul Delfosse als kapitein Destouches
- Jean-François Kopf als Gueule en Biais, professor Fornachon
- Jacques Ferrière als Trois Doigts (Drie vingers)
- Vincent Violette als Loïc, Driss
- Alexandra Garijo als Marie
- Jacques Ciron als professor Allendron
- Jean-Luc Kayser als Prins van Rochenoire
- Maaïke Jansen als mevrouw Gisèle

### Engelstalige stemmen
Hieronder volgen de Engelstalige stemmen.
- Malcolm Robinson als Cory Feldoe (Corentin)
- Joshua Freedman als Kim
- Simon Prescott als kapitein Touchet (Destouches)
- Robert Axelrod als Scarface
- Mike Reynolds als Professor Fortier
- Christopher Carroll als Three-Fingers (drie vingers)
- Dave Mallow als Louis (Loïc)
- Kirk Thornton als Dris
- Andrea Bruce als Marie
- Gillian Gardner als mevrouw Giselle
- Tom Wyner als Prins Blackstone, Professor Aldon
- Kerrigan Mahan als John
- Greta Pitush als Sarina

## Achtergrond

### Productie
De animatieserie is gebaseerd op de stripreeks Corentin van Paul Cuvelier. Deze stripreeks verscheen in 1946 in Tintin/Kuifje.
Eind de jaren 80 werkte Belvision aan een langspeelfilm gebaseerd op Corentin. De film zou geschreven worden door Jean Van Hamme en Vivian Miessen zou meewerken. Er kwam echter alleen een pilootfilm. Door een gebrek aan partners en geld werd die film niet gemaakt. Vervolgens werd Belvision verkocht aan de uitgeversgroep Média-Participations. Een paar jaar later verscheen deze animatieserie met medewerking van Belvision en Raymond Leblanc.

### Homemedia
In de jaren '90 bracht Citel deze animatieserie op VHS uit. De afleveringen verschenen namelijk op 2 verschillende videobanden.

## Afleveringen
Er verscheen 1 seizoen met 26 afleveringen. Hieronder volgt een lijst van afleveringen.
1. Le départ de la destinée
2. Danger à Messine
3. Méfiez-vous de Zeus
4. Prisonniers au Caire
5. Les naufragés
6. Le vaisseau fantôme
7. Le volcan
8. Le combat contre la montagne
9. Le marché aux esclaves
10. Les pilleurs de tombes
11. La plantation
12. L'enfant d'or
13. Les esclaves aux chaînes d'or
14. La confrérie de l'étoile brillante
15. Les naufrageurs
16. La malédiction
17. Aux mains de l'ennemi
18. La créature sauvage
19. Les amis disparus
20. Instant de joie
21. Les armes de Goa
22. L'invitation
23. Le cimetière des éléphants
24. L'île de la pluie d'or
25. Adieu, mes chers amis
26. Le combat final